# Haplorhus peruviana
Haplorhus  es un género monotípico de árbol,  perteneciente a la familia de las anacardiáceas. Su única especie: Haplorhus peruviana Engl., es originaria de Perú.

## Descripción
Haplorhus peruviana,  una especie arbórea nativa y considerada endémica del Perú; distribuida en los departamentos de Ayacucho, Cusco, Puno y Tacna, aunque también se le ha reportado para el norte de Chile (Arica). Se le conoce vernacularmente con el nombre de “ccasi” o “jassi”, en la sierra central y “carzo”, en el sur del Perú. Fue catalogada como especie de flora silvestre en situación amenazada desde el año 1977 y recientemente categorizada como especie “En Peligro Crítico de Extinción” (CR), por el Decreto Supremo Nº 043-2006-AG. En la literatura se le considera como una especie típica de los valles interandinos, sin embargo en el extremo sur del Perú se distribuye en altitudes menores, por debajo de los 1500 ms.n.m (Valle de Cinto).
El Valle de Cinto, que geográficamente es una quebrada, se encuentra ubicado en la provincia de Jorge Basadre, de la región Tacna, formando parte de la cuenca del Río Locumba, con altitudes que van entre los 600 y 1400 m.s.n.m. Con el inicio de la explotación de las Minas de Toquepala, en la década de los sesenta, el “Valle de Cinto” perdió el recurso hídrico que irrigaba la zona y desde entonces sólo las especies de gran desarrollo radicular como H. peruviana, Prosopis chilensis, Schinus molle, Acacia huarango y Acacia macracantha sobrevivieron al déficit hídrico resultante, adecuándose a la aridez que se acentuó con los transcurso de los años. Esta situación se fue agravando por el desarrollo de actividades antropogénicas como la tala ilegal debido a la presión que ejercen sobre el recurso leña y carbón; y recientemente la deforestación como consecuencia de la ampliación de la frontera agrícola por la disputa de tierras entre antiguos propietarios y nuevos posesionarios, inmigrantes en su mayoría, quienes con el afán de ganar “nuevas” tierras de cultivo vienen destruyendo la flora silvestre amenazada, ocasionando un daño irreversible, a pesar de las normas legales que lo protegen.
La especie más afectada es H. peruviana, considerando que su distribución en el sur del Perú está restringida a este valle, lo que no ocurre con las demás especies citadas, que presentan una distribución más amplia. La preocupante situación de esta especie en el valle de Cinto motivó al INRENA a realizar un censo forestal (densidad absoluta),en el año 2001, logrando un registro de 1773 árboles de carzo.
Preocupados por la crítica situación de esta especie en la región Tacna y con el objeto de contribuir al conocimiento de su estado de conservación y plantear su protección mediante la Creación de un Área Protegida de nivel local o regional, se viene ejecutando el “Diagnóstico Poblacional del carzo (Haplorhus peruviana) en el Valle de Cinto, Tacna “.

## Taxonomía
Haplorhus peruviana fue descrita por Adolf Engler y publicado en Botanische Jahrbücher für Systematik, Pflanzengeschichte und Pflanzengeographie 1: 419, en el año 1881.